# Shazz
Shazz, de son vrai nom Didier Delesalle,, est un musicien français de musique électronique. Il fait partie de la scène deep house et downtempo française à l'instar de St Germain ou DJ Cam.

## Biographie
Didier Delesalle est né à Dunkerque en 1967. Très tôt initié à la culture electro/dance de la scène bruxelloise, il s'installe dans la capitale au milieu des années 80, devient mannequin pour Jean-Paul Gaultier et côtoie très vite le milieu de la nuit parisienne. C'est un fan de la première heure de musique new wave, disco et même de Hi-NRG. Sa découverte de maxis de house américaine des débuts en fait un fan inconditionnel de Larry Heard (Mr. Fingers) et de la techno de Détroit.
Quelques années plus tard, il est un des premiers artistes signés par Éric Morand, à la fin des années 1980, sur le label Fnac Music Dance Division. Il collabore ainsi sur plusieurs maxis avec Ludovic Navarre (alias St Germain) sous les pseudonymes L'n'S, Nuages ou Soofle et Laurent Garnier sous le pseudonyme Choice (Acid Eiffel), tout en sortant ses propres disques sous le nom de Shazz, d'Orange ou d'Aurora Borealis (The Milky Way). C'est tout naturellement qu'il suit Eric Morand quand ce dernier crée, avec Laurent Garnier, le label F Communications.
À la fin des années 1990, Shazz quitte F-Com et signe avec une major, Columbia. Pour la première fois, il entame une collaboration avec des musiciens, qui lui permettent d’élargir la palette de ses sons : trompette, basse, saxo, piano. Plusieurs maxis tirés de l'album Shazz bénéficieront de remixes d'artistes deep house et garage comme Blaze et Joe Claussel sur le label Yellow Productions. Cet album sera nommé à la 14e cérémonie des Victoires de la musique dans la catégorie Album techno en 1999.
Avec son deuxième album In The Light de onze titres chez Epic, composé en l'espace d’un an, Shazz se dirige vers des compositions alliant house, pop et musique noire. Il reste ancré dans la musique électronique en faisant appel à DJ Gregory pour les programmations rythmiques de six morceaux, à Julien Jabre pour le mixage et à Alexandre Destrez pour les arrangements, avec qui il collabore depuis Back In Manhattan.
Son troisième album Beautiful s'oriente davantage vers un format de chansons où les voix des chanteuses prédominent. On retrouve, là encore, Julien Jabre au mixage et Alexandre Destrez aux claviers.
Après une parenthèse électro-baroque, réalisée avec le contre-ténor Gérard Lesne et l'arrangeur Dominique Massa, pour aboutir au projet musical Human?, Shazz sort son quatrième album solo, Heritage, en mars 2009 sur le label Pschent. Accompagné du chanteur et auteur américain Michael Robinson, Shazz s'est davantage dirigé vers la pop-électro, y incluant gospel, soul et blues. Le titre Mirage a été repris sur la compilation de l’hôtel Costes n°11 et sur la Costes Decade.
En 2015, dix ans après sa sortie, l'album Beautiful est réédité sur Batignolles Square le label de Shazz, en version définitive enrichie de titres inédits et de remixes tous réalisés à l'époque. 
L'année 2016 est marquée par la sortie d'EPilogue, un EP constitué de 6 titres reliant Deep House et Downtempo. Les 3 premiers titres (1993, Cafuné, Back Home) sont un clin d’œil Deep House à ses premières productions sur Fnac Music Dance Division et les 3 titres Downtempo suivants (On Your Feet, AirKiss, So Sweet) rappellent les sessions Chillout des meilleures soirées de l’époque.
Le nouvel album solo de Shazz, « Transition To Disorder », est sorti en 2021, sur le label Batignolles Square. Véritable retour aux sources des premières productions de Shazz, masterisé par Chab (Grammy Awards pour Random Access Memory), Transition To Disorder est avant tout un album de producteur alternant titres Downtempo (« Ondulatoires », « Along The Coast » ou « Ryuchi »), Deep (« Yeah ! », « Drive » ou « Voyage »), Techno (« My Love » ou « Our Kingdom ») ou plus pop (« We Are One » ou « The Line »). Un CD autoproduit par Shazz a été édité pour cet album. En 2022, le titre « Our Kingdom » a été utilisé pour la campagne publicitaire télévisuelle et internet de la marque Eminence .

## Discographie

### Albums
- 1998 - Shazz (Columbia/ en 2000 sur Distance)
- 2001 - In The Light (Epic)
- 2002 - In The Night (Album de remixes, Epic)
- 2004 - Beautiful (ULM)
- 2005 - Human? (Naïve)
- 2009 - Heritage (Pschent)
- 2015 - Beautiful "10th Anniversary Definitive Edition" (Batignolles Square)
- 2021 - Transition To Disorder (Batignolles Square)

### Maxis / EP
- 1992 - Moonflower (12" / CD, Maxi) Fnac Music Dance Division
- 1992 - Shazz EP (12" / CD, Maxi) Fnac Music Dance Division
- 1993 - LN'S - Inferno EP (12" / CD, Maxi) Fnac Music Dance Division
- 1993 - Soofle - Nouveau EP (12" / CD, Maxi) Fnac Music Dance Division
- 1993 - Choice - Paris EP (12" / CD, Maxi) Fnac Music Dance Division
- 1993 - Lost Illusions (12" / CD, Maxi) Fnac Music Dance Division
- 1993 - Aurora Borealis (12" / CD, Maxi) Fnac Music Dance Division
- 1993 - Orange - Quarter EP - (12" / CD, Maxi) Fanc Music Dance Division
- 1994 - A View Of Manhattan (CD, Maxi / 12", EP) F Communications
- 1994 - Nuages - Blanc EP (12" / CD, Maxi) F Communications
- 1995 - Aurora Borealis - The Edge - (12" / CD, Maxi) Level 2
- 1996 - Back In Manhattan (CD, Single)F Communications
- 1996 - Muse Q The Music (CD, Maxi) F Communications
- 1997 - El Camino (Part 2) (12") Yellow Productions
- 1997 - Lost Illusions (CD, Maxi) CNR Music
- 1997 - Moonflower (CD, Maxi) CNR Music
- 1998 - El Camino (Part 1) (12") Yellow Productions
- 1998 - El Camino Project (CD, Maxi) Yellow Productions
- 1998 - Innerside (12") Yellow Productions, en 2002 sur Epic
- 1998 - Innerside (CD, Single) Columbia
- 1998 - Yellow Dance Classics (12")Yellow Productions
- 1999 - Carry On (12") Sony Music Entertainment (France)
- 1999 - Innerside '99 Remixes - Part 1 (12") Distance
- 1999 - Pray (12") Distance / Promo sur Epic
- 1999 - Pray (Bob Sinclar Remixes) (12" sur Columbia / CD Maxi sur Distance)
- 2001 - Aurora Borealis - Wave 2000 - (12" / CD, Maxi) Universal
- 2001 - Fallin' In Love (12")Epic
- 2001 - Hermosa Maria (12") Epic
- 2002 - All I Wanna Give You (Part 5 / 5) (12")Epic
- 2002 - El Camino Part 1/5 (12") Epic
- 2002 - Fallin' In Love & Hermosa Maria (Part 4 / 5) (12")Epic
- 2002 - Pray / Carry On (Remixes Part 3 / 5) (12")Epic
- 2004 - Beautiful (Mixed CD Sampler) (CD, Promo) Universal Licensing Music (ULM)
- 2004 - On & On / Latin Break EP (CD, Maxi / 12", EP) Universal Licensing Music (ULM)
- 2005 - My Heart (12") Universal Licensing Music (ULM)
- 2006 - This Is Your Life (12") ShazzMusic
- 2010 - Wherever You Are (EP) Pschent
- 2010 - Wherever You Are Remixes (EP) Pschent
- 2012 - Just Relaxxx (en guest sur l'album Abigoba - Fragments of Human Words & Voices), FeverDog Music / Nuage 7
- 2015 - This is Your Life (Tommy Marcus 2015 Remixes), Resolution Records
- 2015 - This is Your Life (Bruno Kauffmann 2015 Remixes), Resolution Records
- 2015 - This is Your Life (Jérôme Zambino 2015 Remixes), Resolution Records
- 2016 - EPilogue (EP) ShazzMusic
- 2018 - The Shazzer Project, The S EP, Electronic Griot & Batignolles Square
- 2018 - The Shazzer Project, The H EP, Electronic Griot & Batignolles Square
- 2019 - Aurora Borealis, The Remix collection Volume 1 (12") , Electronic Griot & Batignolles Square
- 2019 - The Shazzer Project, The A EP (12"), Electronic Griot & Batignolles Square
- 2020 - The Shazzer Project, The Z EP part 1, Electronic Griot & Batignolles Square
- 2022 - The Shazzer Project, The Z EP part 2, Electronic Griot & Batignolles Square
- 2022 - Our Kingdom E318 Version, Batignolles Square

### Remixes
- 1995 - Marc Clement - The Tunnel (Remixes) (12" / CD, Maxi) Sony Music France
- 1995 - Deep Forest - Bohème (The Remixes) (CD, Maxi) Bohème (Abstract Mix) Sony Music Entertainment (France)
- 1995 - Björk - Isobel (CD) Isobel Shazz Remix, Barclay
- 1995 - Deep Forest - Boheme (2xCD) 	Boheme (Orange Mix) Epic
- 1995 - Nova Nova (CD, Album) 	D.J.G.G. (Orange Mix) F Communications
- 1995 - JF Cohen - Un Film Snob Pour Martien (Shazz Remixes) (12") Columbia
- 1996 - St Germain - Alabama Blues (Revisited) Part 1 (Shazz Orange Remix), F Communications
- 1996 - Abed Azrié - Eau Et Vent (Remixes Shazz) (12") au Et Vent (The Awake) Columbia
- 1996 - Norma Jean Bell - I'm The Baddest Bitch (Remixes) (CD, Maxi) F Communications
- 1999 - Kevin Yost - Distance Sampler (CD) If She Only Knew (Shazz remix)Distance
- 1999 - Arm Diab - Habibi (Shazz Remix) EMI
- 2000 - Alain Chamfort - Manureva (Shazz Mixes) (12", Promo) Sony Music France
- 2001 - Latin House Vol. 2 (CD) Afro-Disiac (Choice Productions)
- 2002 - Natural House (2xCD) Afrodisiac (Shazz Remix) Debaile Muxxic
- 2003 - Oscar - Afrodisiac (12") Afrodisiac (Shazz Remix)Denote Records
- 2004 - Raul Paz - Mua Mua Mua (Shazz Remix) Naïve
- 2004 - Alcove - Here Comes The Sun (12") (Shazz & Tommy Marcus) Resolution Records
- 2004 - Lounge Candelas Version 2 (2xCD) Afro-Disiac (Med Musik)
- 2008 - Hotel Costes - n°11 (CD) Hello Mademoiselle Shazz Remix, Pschent records
- 2008 - Charles Schillings - Be gone (EP) Les filles Shazz Remix, Pschent records
- 2009 - Grand Popo Football Club - Les filles (EP) Les filles Shazz Remix, Pschent records
- 2009 - Balazko - I'll never give up (EP) I'll never give up Shazz & A. Destrez Remix, Pumpz records
- 2010 - Massivan - 2B@1 With The World (Shazz Remix), Pschent
- 2011 - Alcôve - De la peau, Du sel (CD) December Shazz Orange Remix, Resolution Records
- 2012 - Abigoba feat China Moses - My China Town Obsession (Shazz Remix), FeverDog Music / Nuage 7
- 2012 - Silk Stalkings - Vibe feat Sammy Zone (Shazz & Alexandre Destrez Remix), Big Mama Records
- 2013 - Indwe - Lyana (Shazz Remix), Native Rhythms
- 2014 - Charles Schillings - Kiss Me (Shazz Remix), Map Dance Records
- 2021 - Humantronic - Nilam (Shazz Remix), Electronic Griot